# Alan West
Alan William John West (né le 21 avril 1948) est un amiral à la retraite de la Royal Navy et anciennement, de juin 2007 à mai 2010, sous-secrétaire d'État parlementaire travailliste au ministère de l'Intérieur britannique chargé de la sécurité et conseiller en sécurité du Premier ministre Gordon Brown. Avant sa nomination ministérielle, il est First Sea Lord et chef d'état-major de la marine de 2002 à 2006.

## Début de carrière dans la Royal Navy
West est né le 21 avril 1948 à Lambeth, Londres, et fait ses études à la Windsor Grammar School (maintenant connue sous le nom de Windsor Boys 'School) et à Clydebank High School. Il rejoint le Britannia Royal Naval College en 1965 et sert sur le HMS Albion pendant son service de réserve pour la guerre du Biafra et fait le tour du monde à bord du HMS Whitby, participant à la patrouille de Beira. Il est confirmé comme sous-lieutenant le 1er septembre 1969 et promu lieutenant le 1er mai 1970. Après avoir commandé le dragueur de mines de classe Ton HMS Yarnton à Hong Kong en 1973, il devient officier principal de guerre en 1975, puis sert comme officier des opérations sur la frégate HMS Juno en 1976, puis de la frégate HMS Ambuscade en 1977 . Promu lieutenant-commandant le 1er avril 1978, il fréquente le Royal Navy Staff College cette année-là, puis devient officier de guerre avancé avant d'être affecté au destroyer HMS Norfolk en 1979.
En 1980, il est promu commandant et prend le commandement de la frégate HMS Ardent et est déployé dans l'océan Indien en prenant part à la première patrouille d'Armilla. En 1982, il dépose une gerbe au large de la Norvège, à l'endroit à l'intérieur du Cercle arctique où le précédent Ardent a été coulé en 1940 par les cuirassés allemands Scharnhorst et Gneisenau. Peu de temps après, le navire est déployé dans l'Atlantique Sud pour la guerre des Malouines, où il est coulé dans le détroit des Malouines le 21 mai lors de la reprise réussie des îles . West est le dernier à quitter le navire en train de couler et reçoit par la suite la Distinguished Service Cross pour son leadership. West mène le défilé de la victoire à travers la ville de Londres au retour des îles Falkland. Il reste le président de l'Association HMS Ardent .
En 1986, alors qu'il travaille à l'état-major de la marine au ministère de la Défense, West laisse des documents détaillant de grandes coupures dans la marine sur un chemin de halage du canal. Ces documents sont récupérés puis publiés par un journaliste du Mail on Sunday. Lors d'une cour martiale subséquente, West plaide coupable à des accusations de négligence et d'atteinte à la sécurité . Il explique qu'ils étaient tombés de la poche de son manteau en promenant le chien d'un ami. West reçoit une réprimande sévère, la deuxième peine la plus légère disponible.

## Carrière senior de la Royal Navy

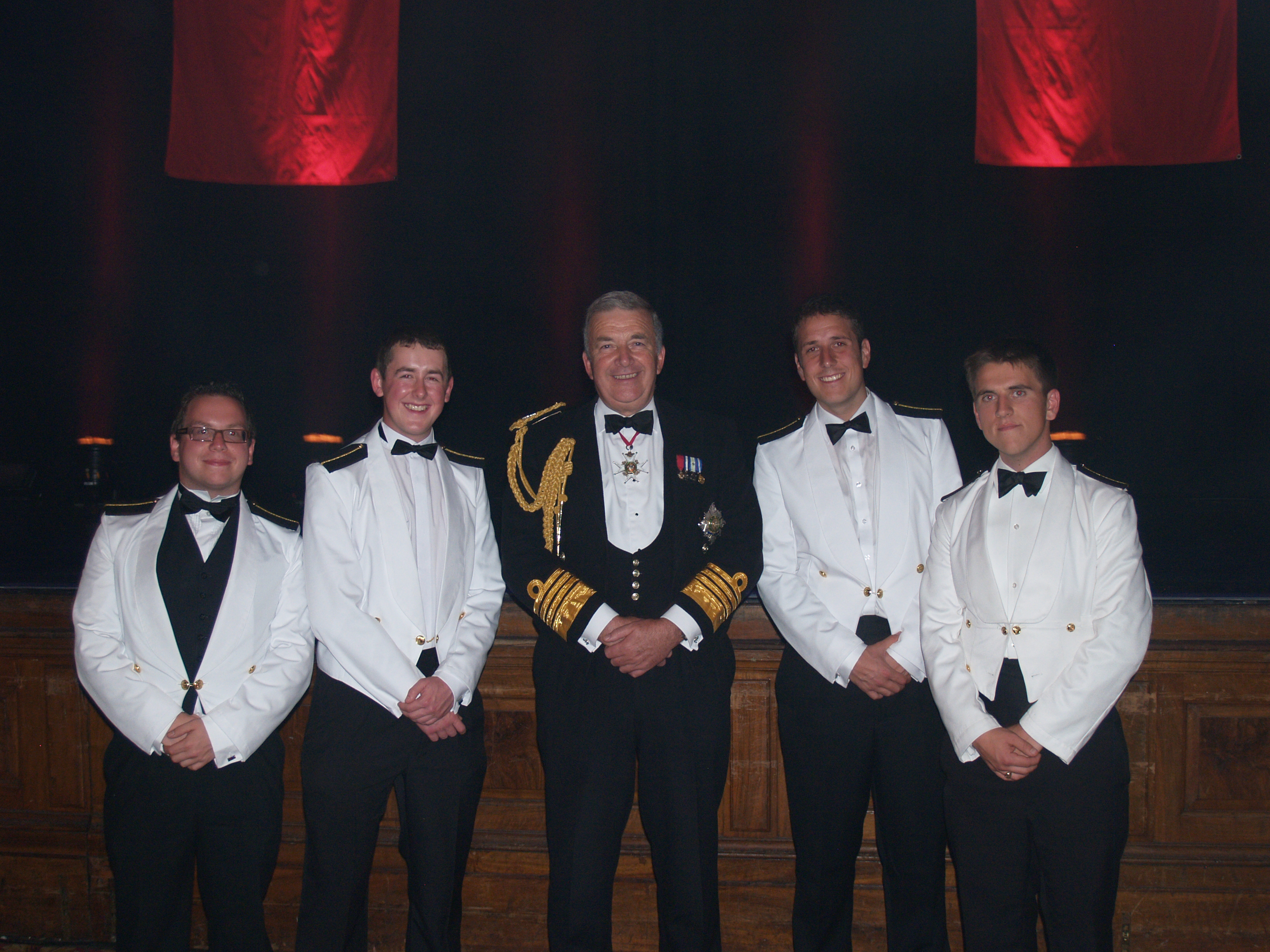
L'ancien premier Lord des mers en sa qualité de chancelier de Université de Southampton Solent avec des officiers diplômés de la marine marchande britannique en 2011

Promu capitaine en 1987, il reçoit le commandement du HMS Bristol et de l'escadron d'entraînement de Dartmouth en mars de cette année-là et dirige l'étude sur l'emploi des femmes en mer avant de passer trois ans à la tête du renseignement naval, réécrivant le Manuel du renseignement de l'OTAN après l'effondrement de l'Union soviétique. En 1992, il fréquente le Royal College of Defence Studies, où il produit un document de Seaford House expliquant pourquoi le Royaume-Uni a besoin d'une «grande stratégie». Il suit le cours de commandement supérieur et d'état-major au Collège d'état-major de Camberley en 1993 avant d'être promu commodore et de devenir directeur des tâches d'état-major de la marine au ministère de la Défense plus tard cette année-là.
Il devient le contre-amiral et secrétaire naval en mars 1994, responsable de la nomination d'officiers et également de la dotation navale et déplace son organisation de Londres à Portsmouth. En février 1996, il est commandant du Groupe de travail du Royaume-Uni, déployant dans le Golfe pour les premières patrouilles de chasseurs britanniques au-dessus de l'Irak (menées par Sea Harrier FA2) et dans la mer de Chine méridionale pour couvrir le retrait de Hong-Kong (opération OceanWave) .
En octobre 1997, il est promu vice-amiral et chef du renseignement de défense. Il est responsable du déménagement de l'école du renseignement d'Ashford à Chicksands et de la fourniture de renseignements aux chefs d'état-major sur les opérations en Sierra Leone, au Timor oriental, à l'opération Desert Fox en Irak et à la guerre du Kosovo. West est fait Chevalier Commandeur de l'Ordre du Bain lors des honneurs du Nouvel An 2000. Il devient amiral en novembre 2000, et prend le poste de commandant en chef de la flotte, commandant en chef de l'Atlantique Est et le commandant de l'OTAN des forces alliées navales du Nord. West coordonne la réponse navale aux attaques du 11 septembre dans la mer d'Oman et en Afghanistan .

## First Sea Lord

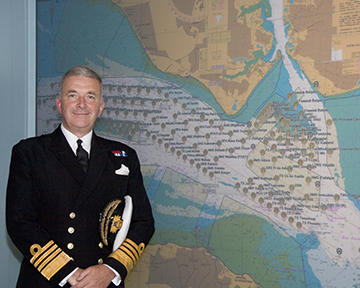
L'amiral Sir Alan West, alors first Sea Lord, est photographié avec la carte officielle des mouillages pour l'International Fleet Review

West est nommé First Sea Lord et chef d'état-major de la marine en septembre 2002. Il est également membre du Conseil de la Défense et du conseil de l'amirauté ainsi que premier et principal aide de camp naval de la reine. Dans son poste, il dirige les opérations réussies sur le flanc droit américain lors de l'invasion de l'Irak .
Pendant son temps en tant que First Sea Lord, West met en œuvre le livre blanc sur la défense intitulé Delivering Security in a Changing World, qui propose de supprimer trois frégates de type 23, trois destroyers de type 42, quatre sous-marins nucléaires, six chasseurs de mines et réduire l'achat prévu de destroyers de type 45 de douze à huit . Dans un message adressé à la Royal Navy, West déclare: «Nous devons continuer de nous éloigner de la mesure de la force en termes de nombre de coques et de produire des effets militaires. . . Je suis convaincu que ces changements laisseront la Marine mieux organisée et équipée pour faire face aux défis de l'avenir. " .
En 2004, il est apparu sur BBC Radio 4 et parle de Trafalgar 200  qui est une célébration du 200e anniversaire de la bataille de Trafalgar. Il passe en revue une flotte internationale dans le Solent avec la reine Elizabeth II. On lui attribue le mérite d'avoir persuadé le gouvernement de faire en sorte que l'événement comprenne un examen de la flotte à grande échelle . En 2005, il est le principal intervenant lors d'une reconstitution des funérailles de Horatio Nelson . Dans les honneurs du Nouvel An 2004, il est promu Chevalier Grand-Croix de l'Ordre du Bain. Il termine son mandat de First Sea Lord le 6 février 2006 et est remplacé par l'amiral Jonathon Band .

## Carrière post-navale
West est installé en tant que premier chancelier de l'Université Solent (anciennement Southampton Institute et Southampton Solent) le 28 juin 2006 , nommé au conseil de l'Imperial War Museum le 6 juillet 2006  et fait conseil consultatif de l'entrepreneur de défense QinetiQ en octobre 2006 . West quitte son poste à l'Université de Southampton Solent à l'été 2018 après les cérémonies de remise des diplômes .
En avril 2010, West devient également le patron de l'orchestre symphonique Docklands Sinfonia . En 2014, il présente la série en 15 épisodes de la BBC Radio 4 "Britain at Sea" . Il est, depuis au moins novembre 2014, membre du conseil politique de la Henry Jackson Society . Il est également président non exécutif de Spearfish Maritime Security .

## Vie politique
Le 29 juin 2007, West est nommé sous-secrétaire d'État parlementaire au ministère de l'Intérieur britannique, chargé de la sécurité dans l'administration de Gordon Brown, et le même jour, Brown annonce que West allait devenir un pair à vie. Le 9 juillet 2007, il est créé baron West de Spithead, de Seaview dans le comté de l'île de Wight, et prend son siège à la Chambre des lords. En novembre 2007, il déclare à l'émission BBC Radio 4 Today qu'il n'est pas "totalement convaincu" de la nécessité d'une détention de 42 jours (sans procès) de suspects terroristes. Mais moins de deux heures plus tard, à la suite d'une rencontre avec le Premier ministre, il s'est dit "convaincu" de la nécessité de la nouvelle législation. L'incident est un embarras pour le gouvernement, d'autant plus que West est le ministre chargé de faire passer le Counter-Terrorism Act 2008 à la Chambre des lords. Au cours de son mandat au ministère de l'Intérieur, il produit la toute première stratégie de sécurité nationale du Royaume-Uni (comme le montre son article de Seaford House de 1992) et la stratégie de cybersécurité ainsi que la formulation d'une série d'autres nouvelles stratégies: la politique antiterroriste, la cybersécurité, la sécurité chimique, biologique, radiologique et nucléaire, la science et la technologie pour lutter contre le terrorisme international et des conseils aux autorités locales pour renforcer la sécurité des lieux surpeuplés . En mai 2010, Lord West quitte le Home Office .
En septembre 2011, il contribue à un livre intitulé What Next for Labour? Idées pour une nouvelle génération ; dans son article, il souligne son opinion selon laquelle les dépenses de défense sous Tony Blair étaient insuffisantes . En août 2014, West est l'une des 200 personnalités publiques signataires d'une lettre adressée au Guardian s'opposant à l'indépendance de l'Écosse à l'approche du référendum de septembre sur cette question .
En 2014, il défie Michael Gove à un match de boxe après les commentaires de Gove avant les commémorations du centenaire selon lesquels des universitaires de gauche répandaient des mythes antipatriotiques sur la Première Guerre mondiale via des programmes comme Blackadder .
À la suite de l'Attentat de Sousse de juin 2015, il déclare que la Grande-Bretagne devait intensifier la « guerre de propagande » contre l'État islamique d'Irak et du Levant (EIIL). "Ils font tourner des anneaux autour de nous en termes de médias sociaux qu'ils diffusent." Il suggère également à l'Occident d'envisager de travailler avec le président syrien Bachar el-Assad, qu'il qualifie d'"homme répugnant", tout en appelant la Grande-Bretagne à envisager de se joindre aux États-Unis pour mener des frappes aériennes contre des cibles de l'EIIL en Syrie ,.
En janvier 2016, à la suite de nouvelles concernant de graves problèmes de puissance et de propulsion avec le destroyer Type 45 de la Royal Navy, West fait valoir que c'est une "honte nationale" que la Marine ne dispose que de 19 destroyers et frégates . En août 2016, il décrit les problèmes auxquels le ministère de la Défense est confronté après le Brexit comme une « tempête parfaite », insistant sur le fait que l'armée britannique a de grandes difficultés à la suite de la sortie de la Grande-Bretagne de l'Union européenne .

## Vie privée
En 1973, West épouse Rosemary Anne Linington Childs; ils ont deux fils et une fille . West déclare que lors d'une affectation à l'étranger, la mise sur écoute des communications et de l'hébergement était si répandue que Rosemary disait "Bonne nuit à tous" avant d'éteindre la lumière pour dormir.
West a été forcé de répondre aux rumeurs en 2007 au sujet de son amitié avec Anni-Frid Lyngstad d'ABBA déclarant "Je n'ai pas de liaison avec elle" .